# Gare de Cologne Messe/Deutz
La gare de Cologne Messe/Deutz est une gare ferroviaire de la ville allemande de Cologne (land de Rhénanie-du-Nord-Westphalie), sur la ligne de Deutz, à proximité du koelnmesse.

## Histoire
La gare a été ouverte le 11 novembre 1913.